# Besam Yousef
Besam Yousef, född 25 mars 1985 i al-Hasaka i Syrien, är en svensk-assyrisk före detta professionell MMA-utövare som bland annat tävlat i organisationen UFC.

## Privat
Yousef är en Assyriska BK-supporter.

## Karriär

### MMA

#### Tidig karriär
Yousef gjorde sin professionella debut i maj 2008. Han gick obesegrad genom sina första sex matcher inom den svenska MMA-organisationen The Zone FC, vann deras welterviktsbälte, försvarade det framgångsrikt och blev därefter erbjuden kontrakt med UFC.

#### UFC
Yousef debuterade i UFC den 14 april 2012 på UFC on Fuel TV 2 där han ställdes emot Simeon Thoresen. Han förlorade via submission i andra ronden. 
Det var tänkt att Yousefs andra match skulle äga rum i Montreal den 17 november på UFC 154, där han skulle ställas emot Stephen "Wonderboy" Thompson. Först skadade Thompson sig, och ersattes av Matt Riddle, och sedan skadade även Yousef sig.
Istället gick Yousefs nästa match mot Papy Abedi på UFC on Fuel TV: Mousasi vs. Latifi 6 april 2013. Abedi vann en jämn match via delat domslut. 
Efter det valde UFC att släppa Yousef.

#### Superior Challenge
Yousef gick efter det över till organisationen Superior Challenge och mötte på SC 9 engelsmannen Danny Mitchell som besegrade Yousef via submission i mitten av andra ronden.
Hans nästa match gick vid SC 10 i maj 2014 där han mötte David Bielkheden som besegrade honom via enhälligt domslut.
Yousefs sista match i karriären gick vid SC 11 i Södertälje 29 november 2014 där han besegrade spanjoren Max Duarte via submission i mitten av andra ronden och bröt därmed sin fyra matcher långa förlustsvit.
Efter matchen gjorde Besam ett par intervjuer och berättade om hur den tungvunna matchen känts för honom.

### Tränare
Yousef är utbildad behandlingspedagog och arbetar som tränare på Gladius MMA.
Yousef har varit ledare åt Gladius MMA:s atleter vid bland annat:
- VM 2015 i Las Vegas
- Afrikanska mästerskapen 2016 i Sydafrika
- EM 2016 i Tjeckien[14]
- EM 2018 i Rumänien.

Sedan 2019 är han assisterande landslagsmanager för svenska MMA-landslaget.

## Tävlingsfacit
| Resultat | Facit | Motståndare       | Metod                     | Evenemang                            | Datum            | Rond | Tid  | Plats                | Notering                     |
| -------- | ----- | ----------------- | ------------------------- | ------------------------------------ | ---------------- | ---- | ---- | -------------------- | ---------------------------- |
| Vinst    | 1-0   | Fredrik Klingsell | TKO (matchläkaren bryter) | The Zone FC 2                        | 10 maj 2008      | 2    | 3:33 | Göteborg, Sverige    |                              |
| Vinst    | 2-0   | Thomas Formo      | Submission (anakonda)     | The Zone FC 3                        | 8 november 2008  | 1    | 1:37 | Göteborg, Sverige    |                              |
| Vinst    | 3-0   | Pawel Nakonieczny | TKO (slag)                | The Zone FC 4                        | 25 april 2009    | 1    | 0:13 | Göteborg, Sverige    |                              |
| Vinst    | 4-0   | Mickael Delvalle  | Domslut (enhälligt)       | The Zone FC 5                        | 7 november 2009  | 3    | 5:00 | Göteborg, Sverige    |                              |
| Vinst    | 5-0   | Joao Neves        | Submission (rear-naked)   | The Zone FC 6                        | 27 mars 2010     | 1    | 1:18 | Göteborg, Sverige    | Vann welterviktstiteln       |
| Vinst    | 6-0   | Jason Ponet       | Submission (giljotin)     | The Zone FC 9                        | 7 maj 2011       | 1    | 1:24 | Göteborg, Sverige    | Försvarade welterviktstiteln |
| Förlust  | 6-1   | Simeon Thoresen   | Submission (giljotin)     | UFC on Fuel TV: Gustafsson vs. Silva | 14 april 2012    | 2    | 2:36 | Stockholm, Sverige   |                              |
| Förlust  | 6-2   | Papy Abedi        | Domslut (delat)           | UFC on Fuel TV: Mousasi vs. Latifi   | 6 april 2013     | 3    | 5:00 | Stockholm, Sverige   |                              |
| Förlust  | 6-3   | Danny Mitchell    | Submission (rear-naked)   | Superior Challenge 9                 | 23 november 2013 | 2    | 2:13 | Göteborg, Sverige    |                              |
| Förlust  | 6-4   | David Bielkheden  | Domslut (enhälligt)       | Superior Challenge 10                | 3 maj 2014       | 3    | 5:00 | Helsingborg, Sverige |                              |
| Vinst    | 7-4   | Max Duarte        | Submission (d'arce)       | Superior Challenge 11                | 29 november 2014 | 2    | 1:18 | Södertälje, Sverige  |                              |